# Acentrella nadineae
Acentrella nadineae är en dagsländeart som beskrevs av Mccafferty, Waltz och Webb 2009. Acentrella nadineae ingår i släktet Acentrella och familjen ådagsländor. Inga underarter finns listade i Catalogue of Life.